# Inscripción de Behistún
La inscripción de Behistún (en persa: بیستون‎) es una inscripción monumental en piedra de la época del imperio Aqueménida (siglo VI a. C.). Está inscrita sobre la pared de un acantilado en la provincia de Kermanshah, al noroeste de Irán, a unos 100 metros de altura. Fue ordenada inscribir por Darío I de Persia en algún momento posterior a su acceso al trono del Imperio persa en 522 a. C. y antes de su muerte en 486 a. C.
La inscripción incluye tres versiones del mismo texto, en tres lenguas diferentes, empleando escritura cuneiforme: persa antiguo, elamita y babilonio. Un oficial del ejército británico, sir Henry Rawlinson, transcribió la inscripción en dos momentos, en 1835 y 1843. Rawlinson pudo traducir el texto cuneiforme en persa antiguo en 1838, y los textos elamitas y babilonios fueron traducidos por él mismo y otros compañeros de profesión después de 1843, lo que ayudó a la comprensión de estas lenguas muertas, sus textos, detalles sobre su cultura y mitología, provocando un gran avance en el campo de estudio de la historia antigua. Esta inscripción es a la escritura cuneiforme lo que la piedra de Rosetta a los jeroglíficos egipcios: el documento clave para el desciframiento de una escritura antigua desconocida que muestra el mismo texto en otro idioma conocido. La lengua babilonia era una forma tardía del acadio; ambas son lenguas semíticas. La inscripción de Behistún fue declarada Patrimonio de la Humanidad por la Unesco en 2006. Abarca una zona de protección de 187 ha y una zona de respeto de 361 ha.

## La inscripción

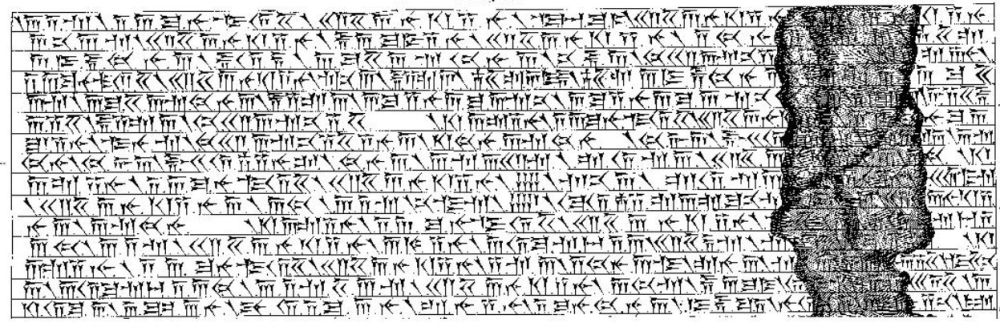
Columna 1 (DB I 1-15), boceto de Fr. Spiegel (1881)

El texto de la inscripción en su mayoría es una proclamación de las hazañas de Darío I de Persia previas a su acceso al trono, mencionando su victoria contra el usurpador Esmerdis, no obstante, también relata acontecimientos importantes de su reinado, como por ejemplo a las revueltas que tuvo que hacer frente, de forma que se recuerde su victoria sobre ellas. Los tres textos, que presentan básicamente el mismo contenido, están escritos en tres lenguas distintas, usando para cada uno una adaptación de la escritura cuneiforme. El panel inmediatamente bajo el friso está escrito en persa antiguo, una lengua indoeuropea. Los otros dos textos fueron escritos en elamita y babilonio, la primera una lengua elamo-drávida y la segunda, semítica. Darío gobernó el Imperio persa desde el año 521 a. C. hasta el 486 a. C. Cabe mencionar que el Imperio persa se encontraba en un gran momento ya que disponía de diversos territorios ubicados en la costa mediterránea, incluyendo varias islas griegas, parte de Egipto, la península de Anatolia en incluso llegando a ciertas partes del subcontinente indio. En algún momento hacia el 515 a. C. ordenó la creación de esta inscripción, que describiera un largo relato de su ascenso frente al usurpador Gaumata y las subsecuentes guerras victoriosas de Darío y el sofocamiento final de la rebelión, para ser así inscritas en un acantilado cercano a la moderna ciudad de Bisistun, en las colinas de los Montes Zagros de Irán, en el punto donde se yerguen desde el llano de Kermanshah. Se cree que Darío la situó en dicha zona para evitar expoliaciones enemigas futuras, manteniéndose así en la ubicación original durante la historia, perpetuando así su legado a las generaciones venideras y que todas fuesen conocedoras de él.
La inscripción mide aproximadamente 15 metros de alto por 25 de ancho, y se halla 100 metros por encima de un acantilado al lado de un antiguo camino que unía las capitales de Mesopotamia y Media (Babilonia y Ecbatana). Su acceso es muy complicado, ya que, después de su finalización, las laderas fueron eliminadas para hacer la inscripción más perdurable.
El texto en persa antiguo contiene 414 líneas en cinco columnas, el texto elamita incluye 593 líneas en ocho columnas y el babilonio tiene solo 112 líneas. La inscripción fue ilustrada con un bajorrelieve de la vida de Darío, dos sirvientes y diez figuras de un metro de altura, que representan los diferentes pueblos conquistados; el dios Ahura Mazda, representado como Faravahar, se muestra flotando sobre el conjunto de figuras mientras bendice al rey. Una figura parece haber sido agregada después de que las otras estuvieran acabadas, al igual que la barba de Darío, que es un bloque de piedra separado unido a la figura con pernos de hierro y plomo, un hecho realmente excepcional.

## En la historia antigua
La primera referencia histórica de que se tiene noticia sobre la inscripción es a través del autor griego Ctesias de Cnido, quien conoció su existencia sobre el 400 a. C. Tácito asimismo la menciona e incluye una descripción de algunos de los antiguos monumentos auxiliares en la base del acantilado, donde había un manantial. Lo que se ha podido recuperar de ellos es coherente con la descripción de Tácito. Diodoro de Sicilia también escribe sobre el «Bagistanon» y sostiene que fue inscrito por la reina Semíramis de Babilonia.
Tras la caída del Imperio persa y los reinos herederos (el Imperio macedonio, el Imperio parto y el imperio sasánida), y después de que la escritura cuneiforme cayera en desuso, la naturaleza de la inscripción fue olvidada y se le atribuyó un origen cuando menos fantasioso o mítico. Durante siglos, en vez de ser atribuida a Darío (uno de los primeros reyes persas), se creyó que procedía del reino de Cosroes II de Persia (uno de los últimos). Una leyenda narraba que había sido creada por Farhad, amante de la esposa de Cosroes, Shirin. Exiliado por su transgresión, se encomendó a Farhad la tarea de horadar la montaña para encontrar agua; si tenía éxito, le darían autorización para casarse con Shirin. Tras muchos años y ya con media montaña suprimida, Farhad encontró agua, pero Cosroes le informó que Shirin había muerto. Farhad se volvió loco y se lanzó desde lo alto del acantilado. Naturalmente, Shirin no había muerto y se ahorcó al enterarse de la noticia.

## Descubrimiento

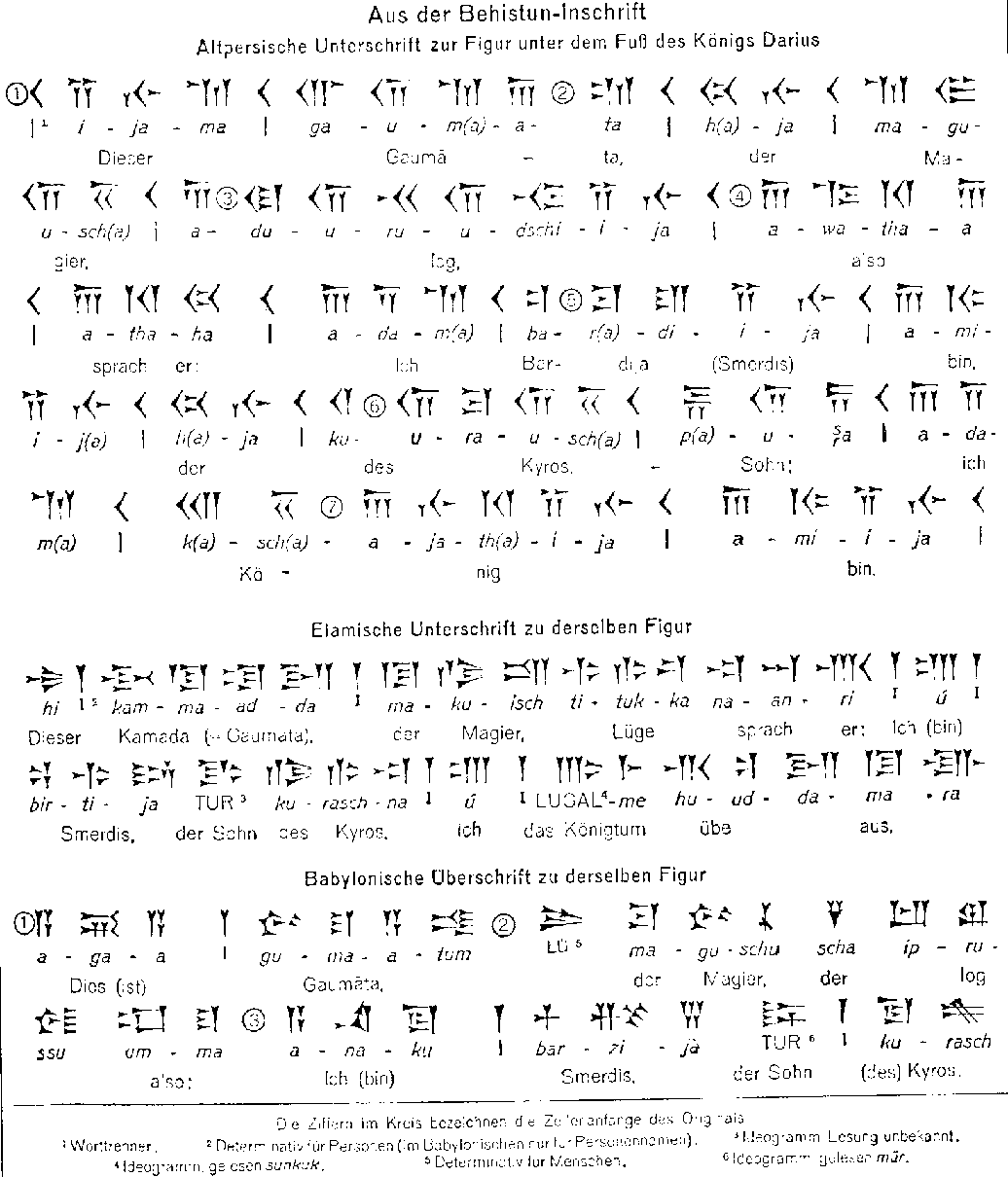
Textos cuneiformes de la inscripción de Behistún

No fue hasta 1598, cuando el inglés Robert Shirley la vio durante una misión diplomática en Persia en nombre de Austria, la cual era un petición del sah Abás El Grande que requería modernizar y entrenar a su ejército a semejanza del británico. Allí se interesó por ella y provocó que la inscripción atrajera por primera vez la atención de los eruditos de Europa Occidental. Pero Shirley, desconociendo la escritura y su significado, interpretó los relieves figurativos como cristianos, al igual que los demás occidentales que la visitaron sucesivamente: el general francés Gardanne, Sir Robert Ker Porter, y el explorador italiano Pietro della Valle, quienes llegaron a la conclusión de que era un relato de la ascensión de Jesús. Las interpretaciones bíblicas erróneas por parte de los europeos fueron abundantes en los dos siglos siguientes, incluyendo teorías tales como que se trataba de Cristo y sus apóstoles, las tribus de Israel o Salmanasar I de Asiria.
En 1835 sir Henry Rawlinson, un oficial del ejército británico que entrenaba al ejército del Sah de Persia, empezó a estudiar seriamente la inscripción. Como en esa época el nombre de la ciudad de Bisistún se había anglicizado en «Behistun», el monumento empezó a ser conocido como la «inscripción de Behistún». A pesar de su inaccesibilidad, Rawlinson consiguió escalar el acantilado y copiar la inscripción en persa antiguo. La versión en lengua elamita se encontraba al borde de un abismo, y la versión en lengua babilonia estaba cuatro metros más abajo; ambas estaban lejos de ser fácilmente alcanzables y se dejaron para ulteriores intentos.
Pertrechado con el texto persa, y con una tercera parte de un silabario puesto a su disposición por el experto en escritura cuneiforme Georg Friedrich Grotefend, Rawlinson empezó a trabajar para descifrar el texto. Afortunadamente, la primera sección del texto contenía una lista de reyes persas idéntica a la descrita por Heródoto, con la única diferencia de que los nombres estaban en su original forma persa, en lugar de las transliteraciones griegas empleadas por éste. Emparejando los nombres y los caracteres, Rawlinson pudo descifrar en 1838 la forma cuneiforme usada por el persa antiguo.
Vinieron luego los dos textos restantes. Después de una prolongación de su servicio en Afganistán, Rawlinson volvió a estudiar la inscripción en 1843. Con unos tablones cruzó el espacio existente entre el texto en persa antiguo y el elamita, y lo copió. Entonces encontró a un resuelto chico de la zona que escaló por una grieta del acantilado con cuerdas y aparejos hasta el texto babilonio, de manera que se pudieran tomar moldes en papel maché. Rawlinson tradujo el texto y el lenguaje babilonios, independientemente de Edward Hincks, Julius Oppert y William Henry Fox Talbot, quienes también contribuyeron al descifrado. Edwin Norris y otros fueron los primeros que hicieron lo mismo con el elamita. Conociendo tres de los lenguajes primarios de Mesopotamia y tres variaciones de la escritura cuneiforme, además de otros grandes desciframientos como la de la tableta número 11 del Poema de Gilgamesh por George Smith en 1872 fueron varias de las claves para la fundación de la asiriología como disciplina.
Se cree que Darío quiso situar la inscripción en un lugar inaccesible para mantenerla a salvo de modificaciones. Su legibilidad jugó un papel secundario, pues el texto es completamente ilegible desde el nivel del suelo. El monumento sufrió algunos daños en la Segunda Guerra Mundial porque los soldados británicos lo usaban para prácticas de tiro.[cita requerida] El rostro de Ahura Mazda está completamente destrozado.